# Scania 4-series
Scania 4-series — серия коммерческих автобусов, выпускаемых компанией Scania AB с 1997 года. 

## Типовые обозначения
- F — продольное расположение двигателя перед передней осью.

- K — продольное расположение двигателя за задней осью.

- L — расположение двигателя тем же путём, что и K, но под углом 60 градусов.
- N — рядное расположение двигателя за задней осью.
- 9/11/12 — объём двигателя.
- 4 — четвёртое поколение.
- E — туристический автобус.
- H/I — междугородный автобус.
- U — городской автобус.
- A — сочленённый автобус.
- B — одиночный автобус.
- D — двухэтажный автобус.

## История
Первый опытный образец автобуса Scania был представлен в сентябре 1996 года, параллельно с автобусом Scania OmniCity. Серийное производство было начато в 1997 году и продлилось до 2006 года в связи с введением стандарта Евро-4.

## Модельный ряд
- Scania F94/F114 (F94HA; F94HB/F114HB)[2].
- Scania K94/K114/K124 (K94EB/K114EB/K124EB; K94IB / K114IB / K124IB; K94UB)[3].
- Scania L94 (L94IA; L94IB; L94UA; L94UB).
- Scania N94 (N94UA; N94UB; N94UD)[4].

## Галерея

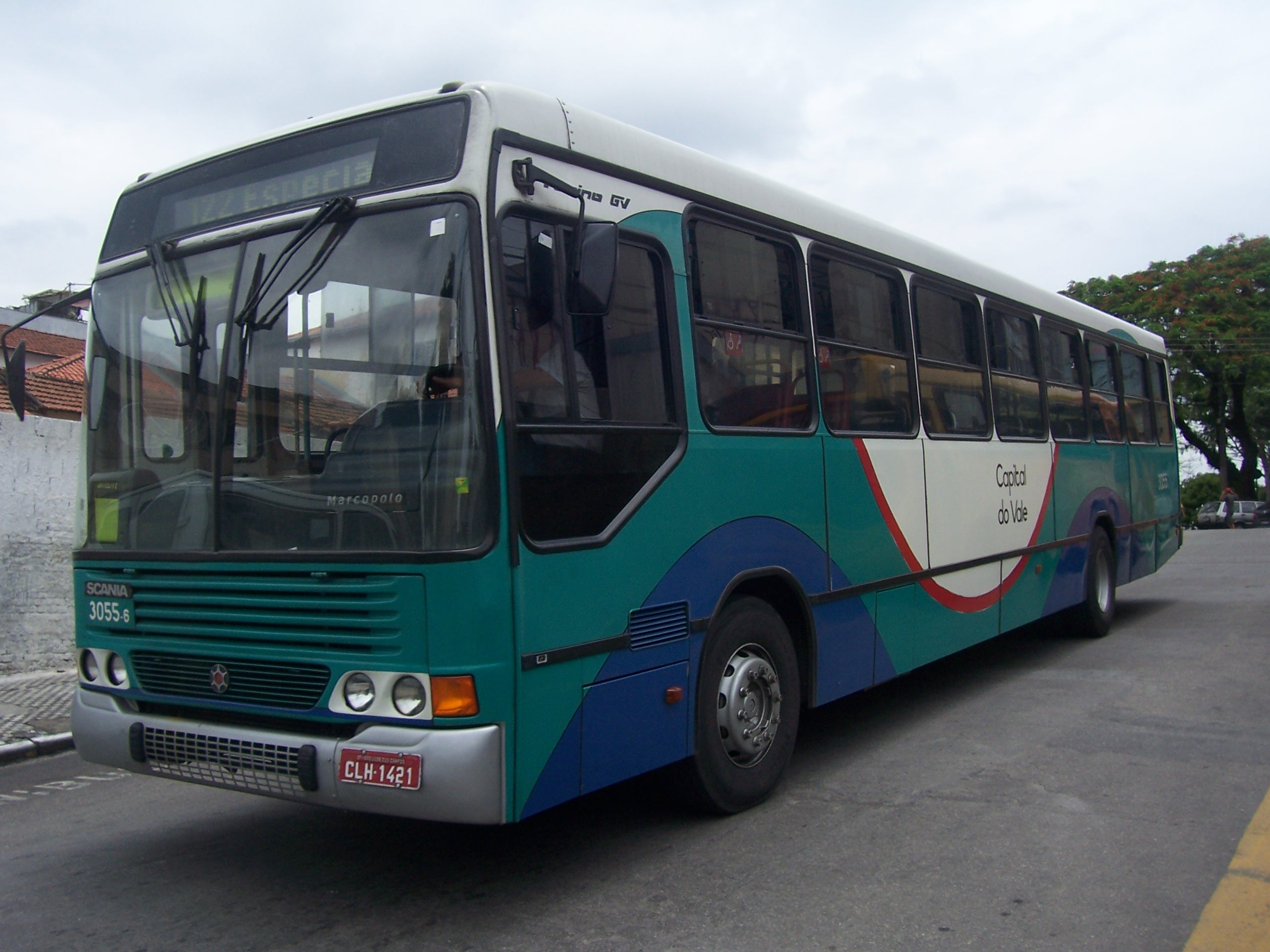
Marcopolo Torino GV (Scania F94) в Бразилии
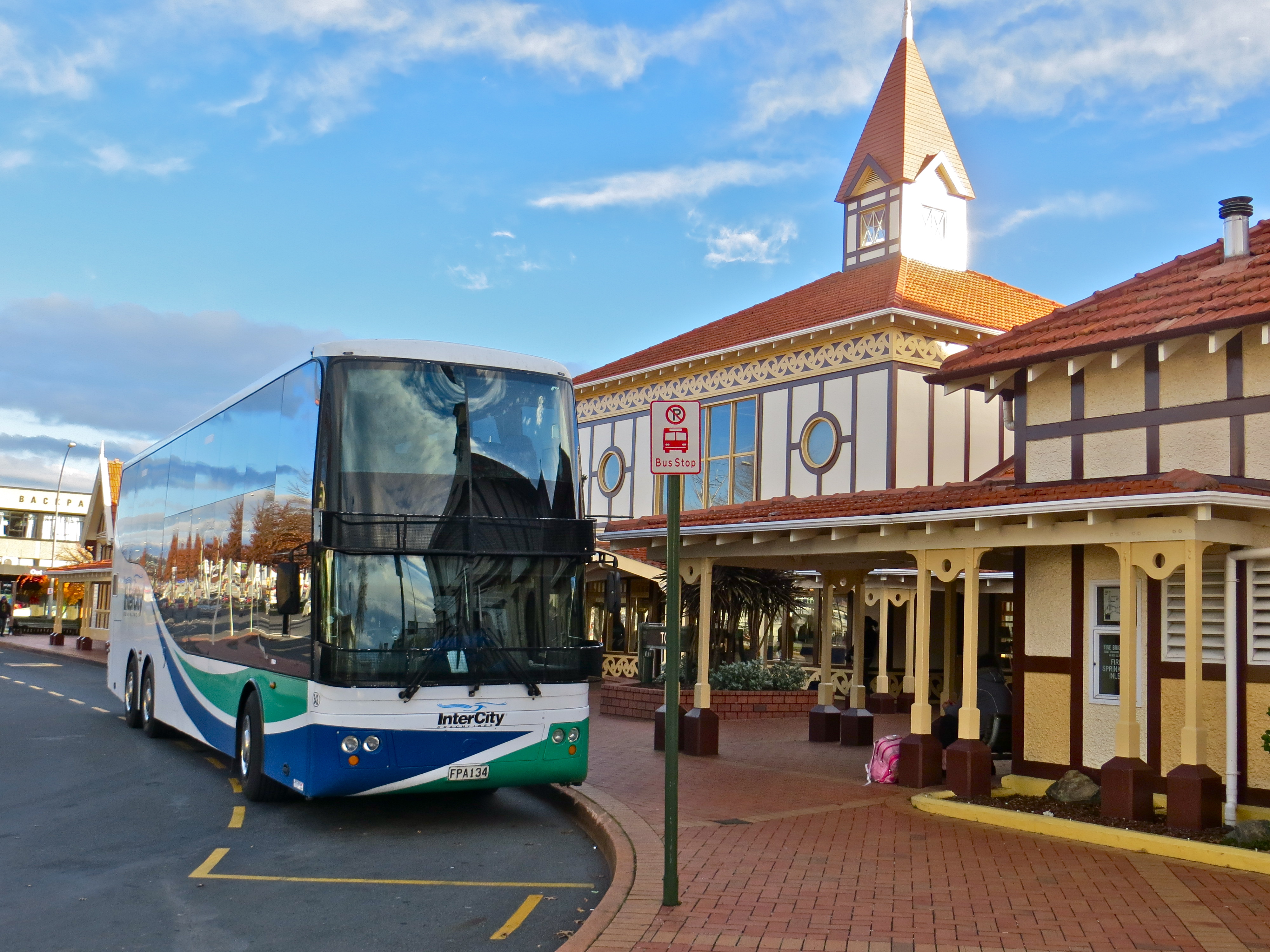
Scania K124EB
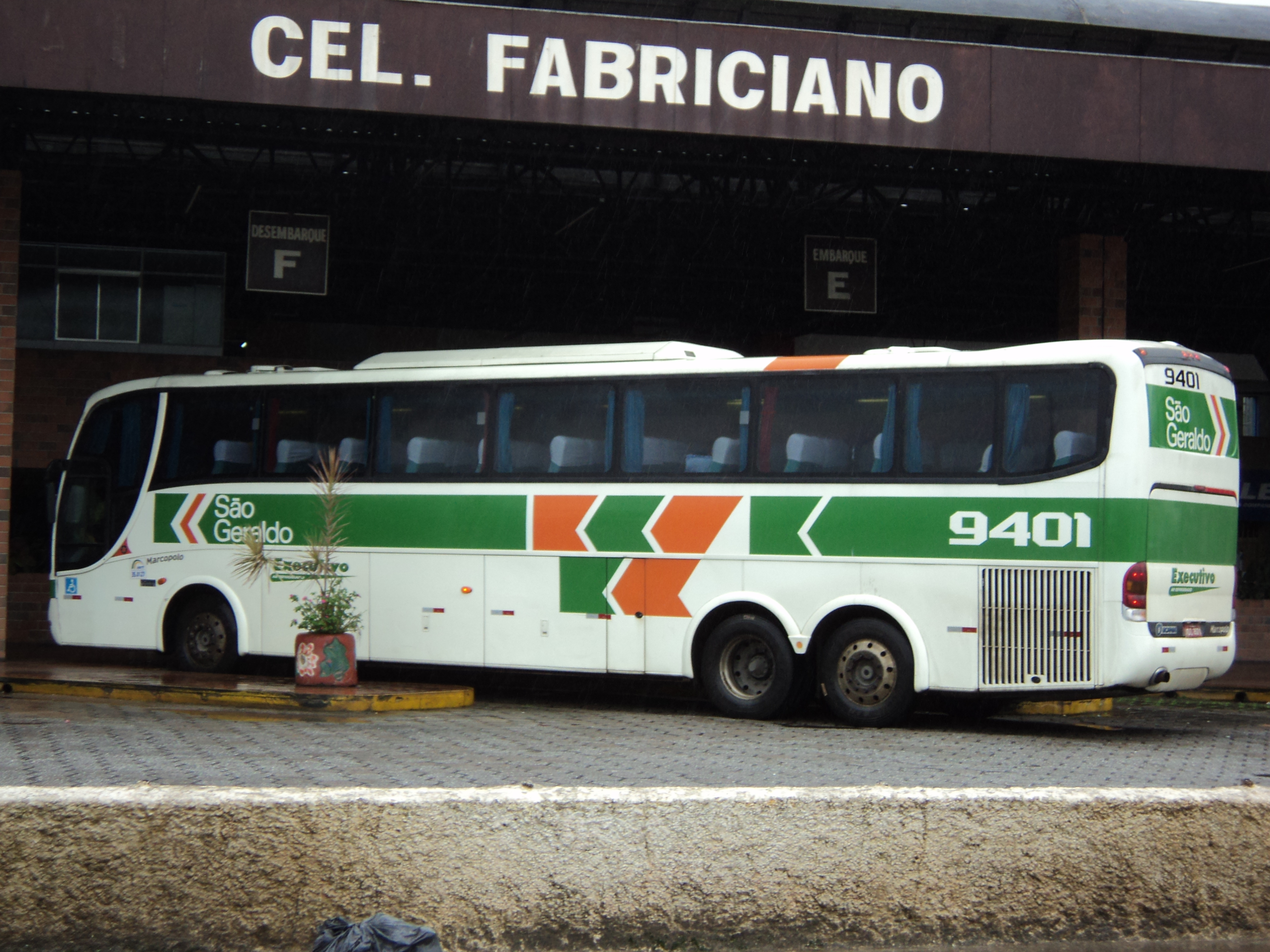
Marcopolo Paradiso (Scania K124IB)
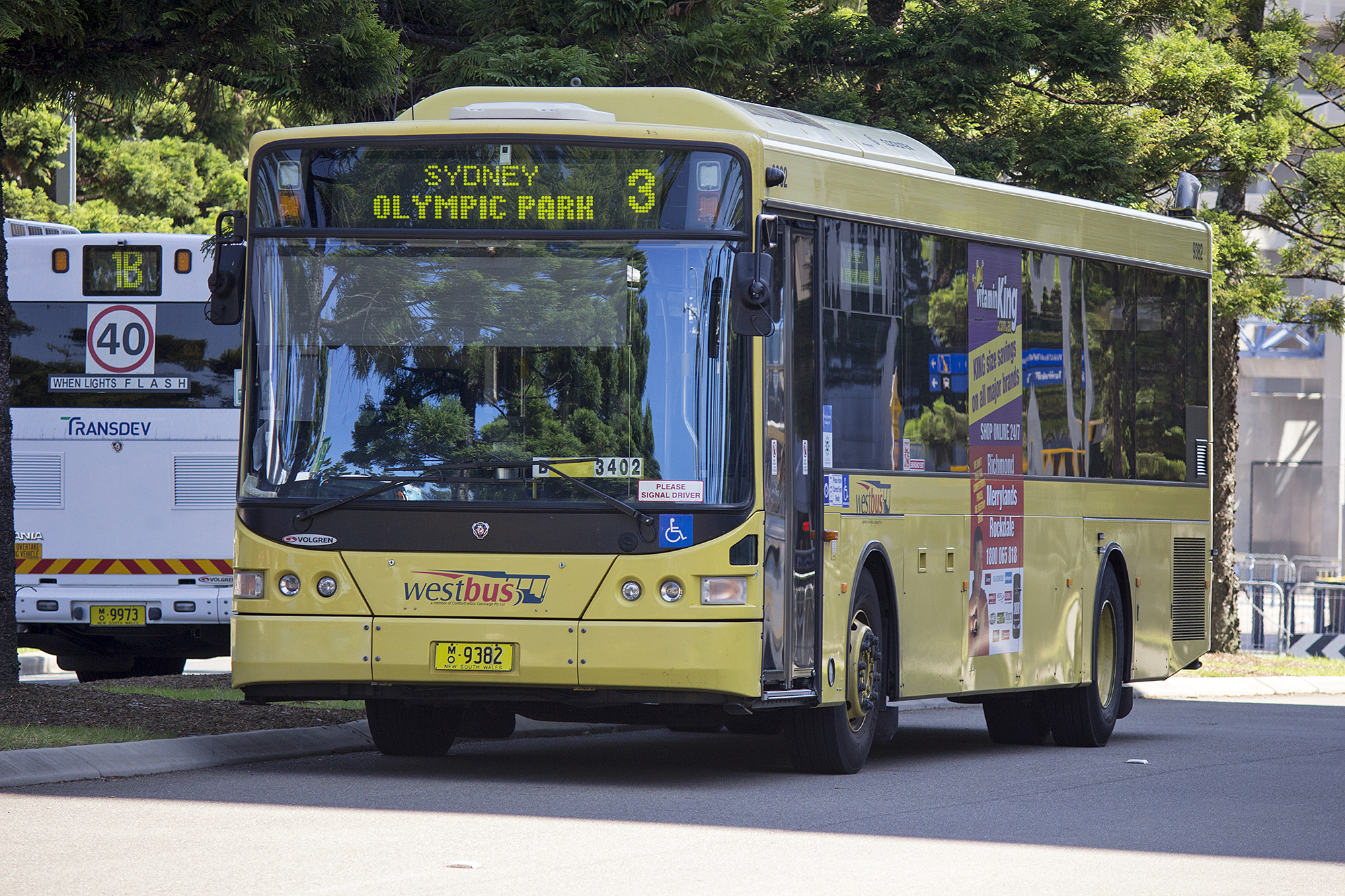
Volgren CR228L (Scania K94UB)
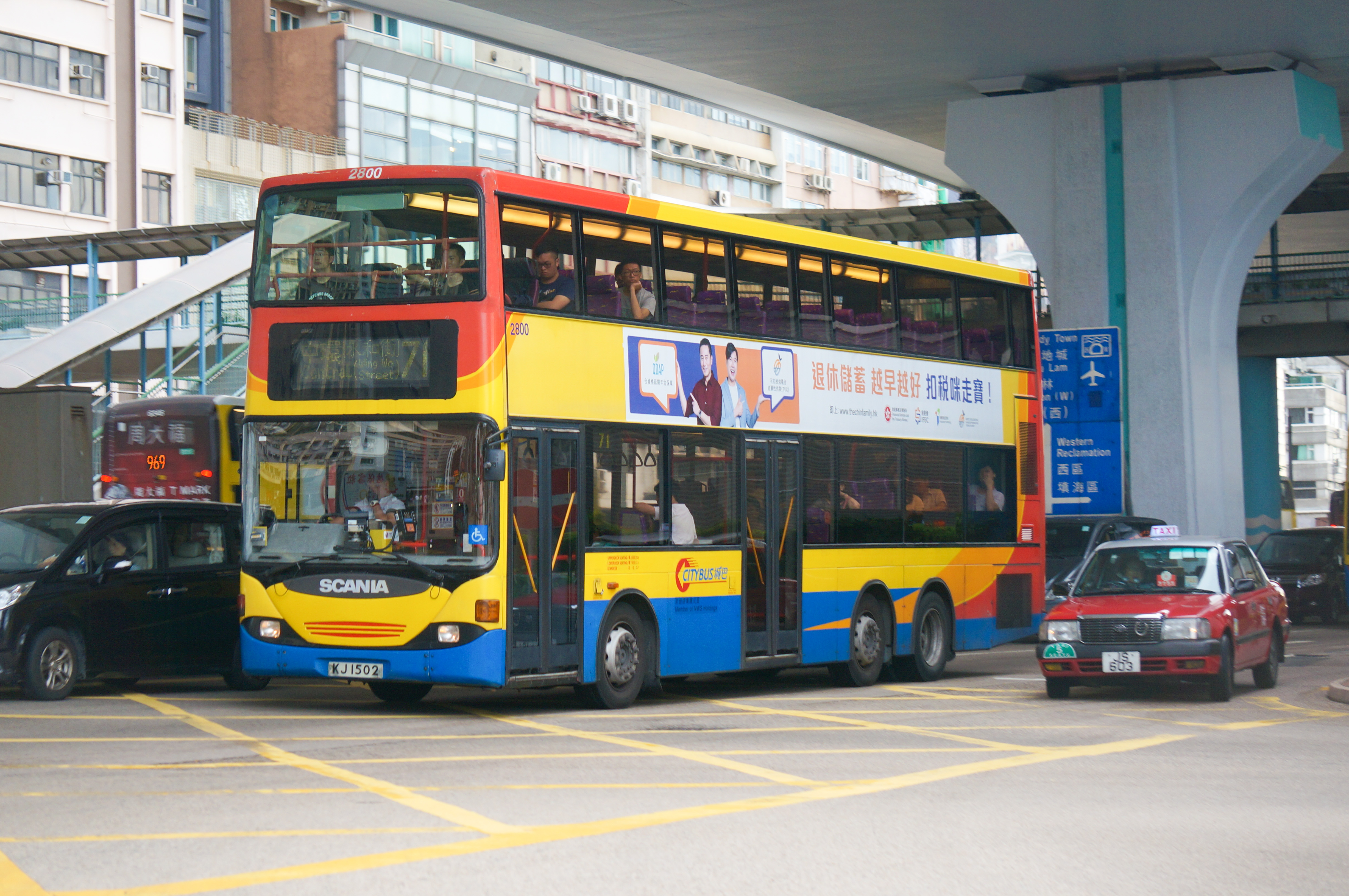
Volgren CR224LD (Scania K94UB)
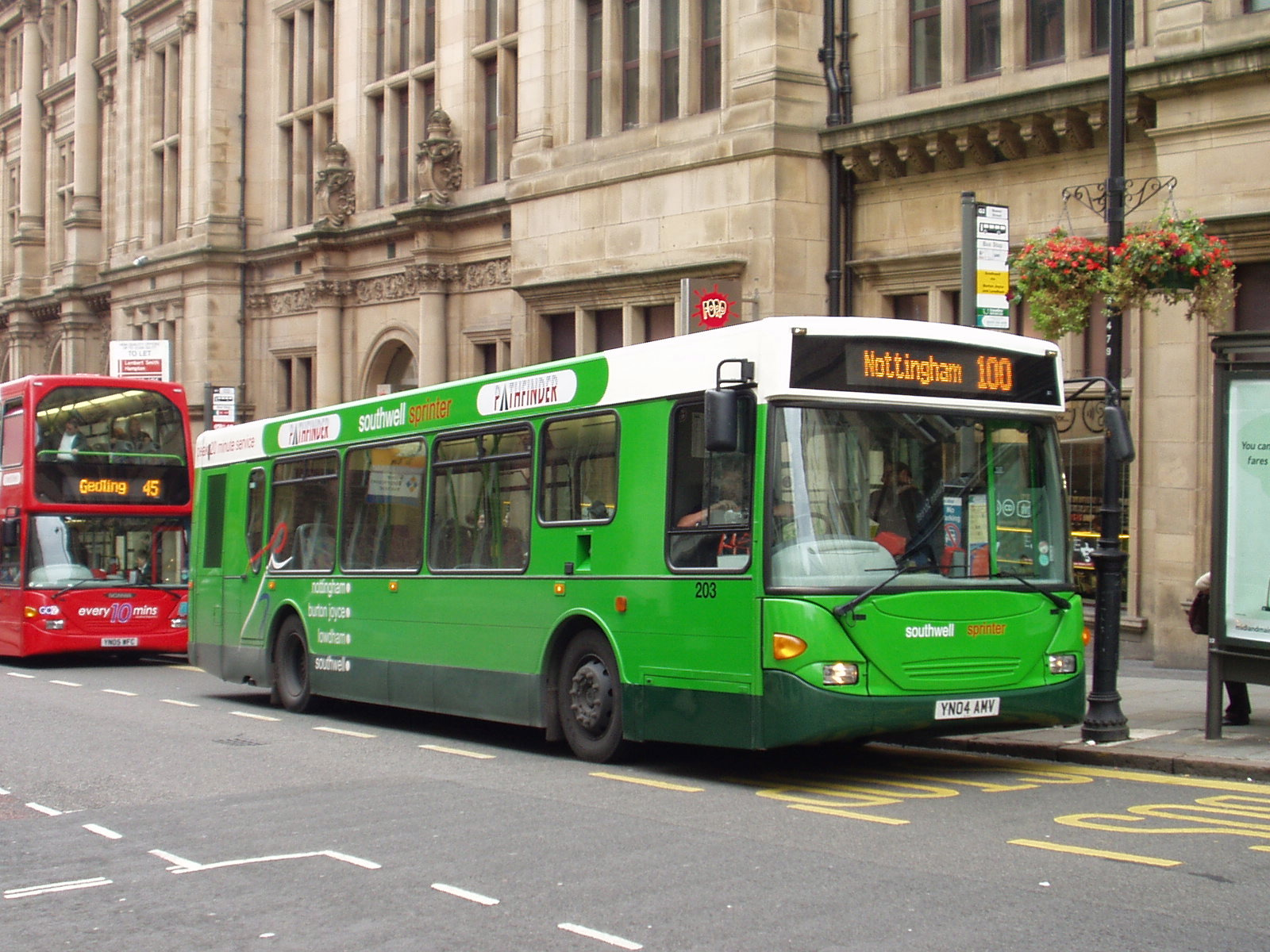
Scania N94UB OmniTown
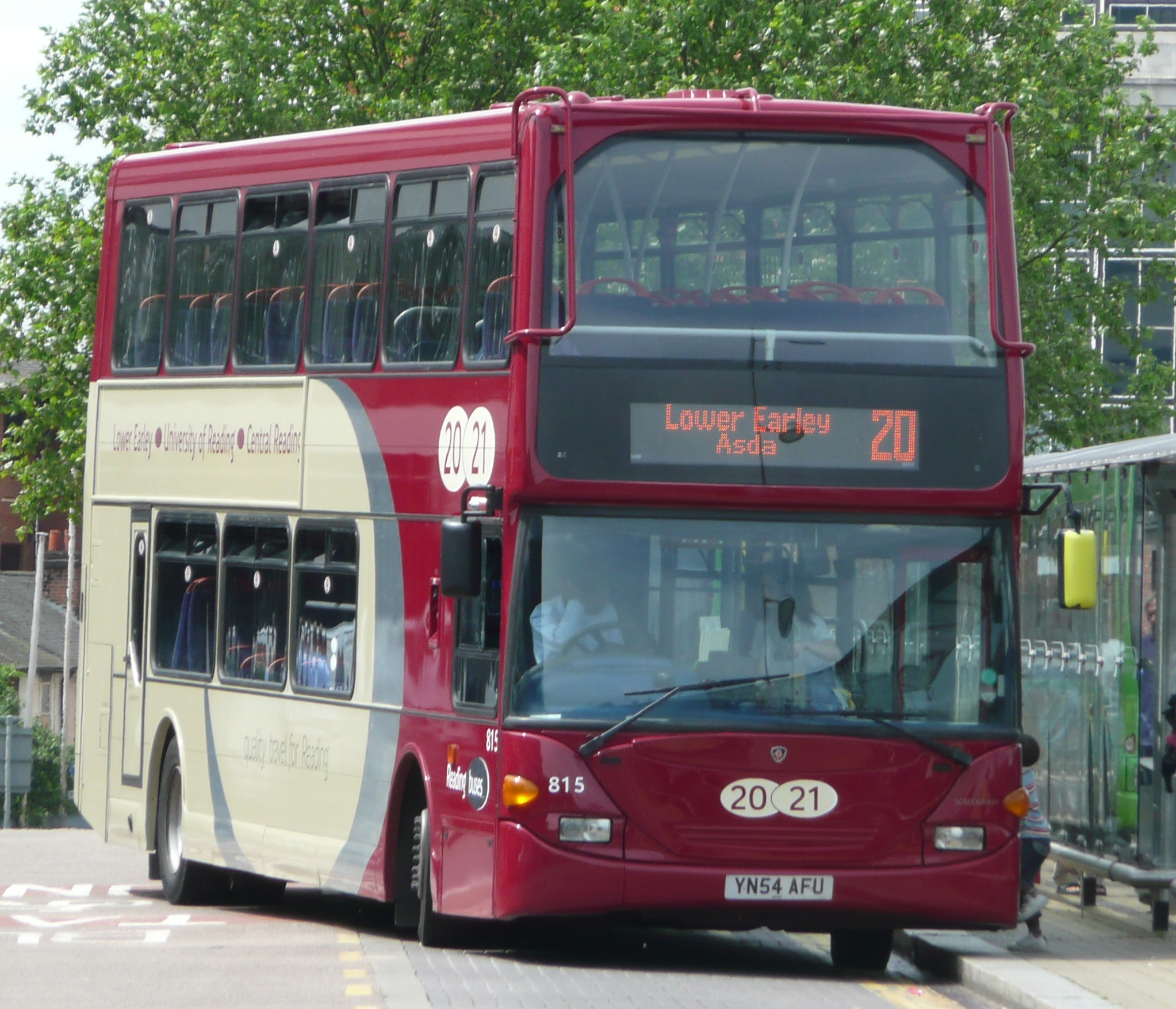
Scania N94UD OmniDekka
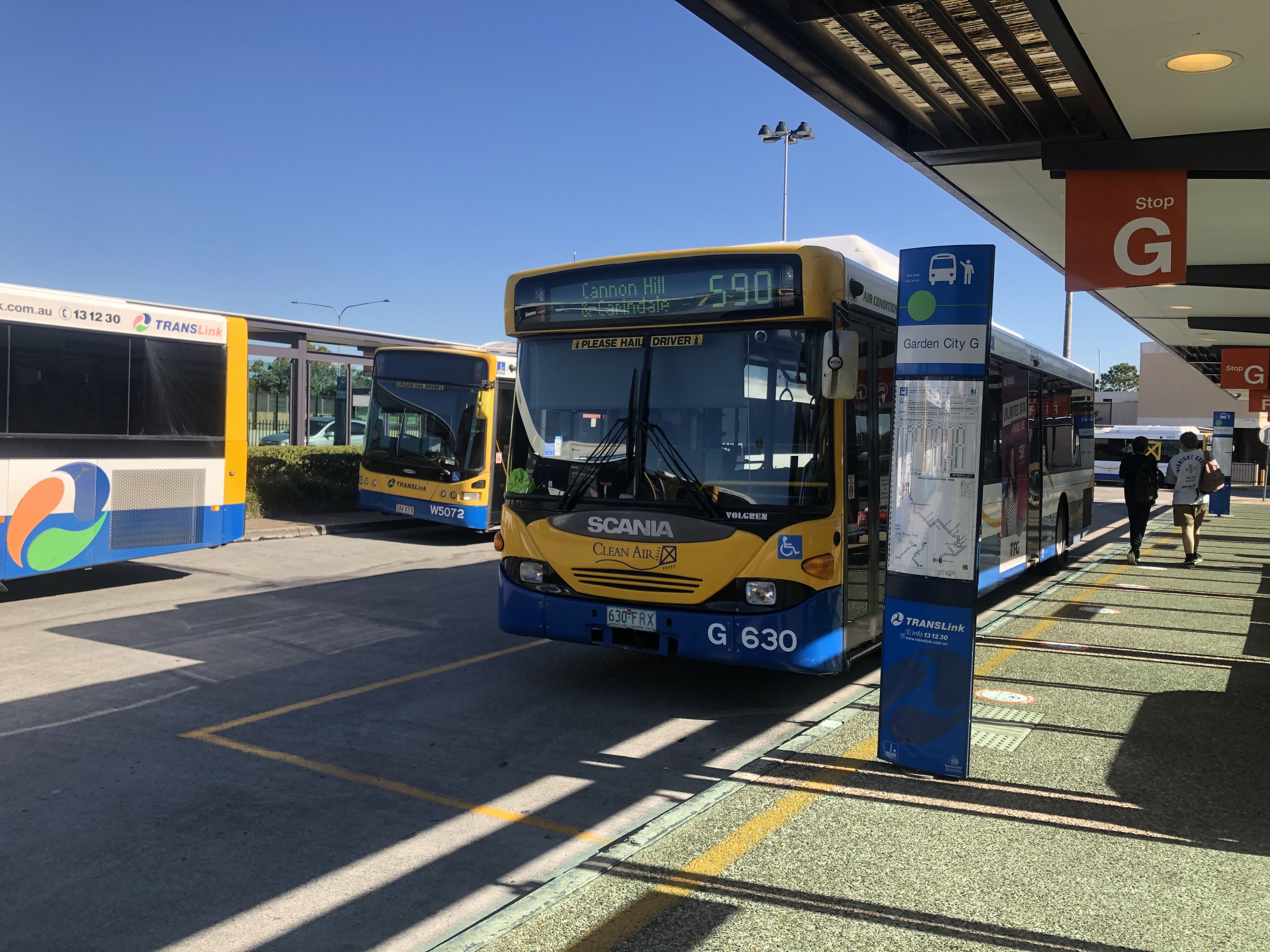
Scania L94UB
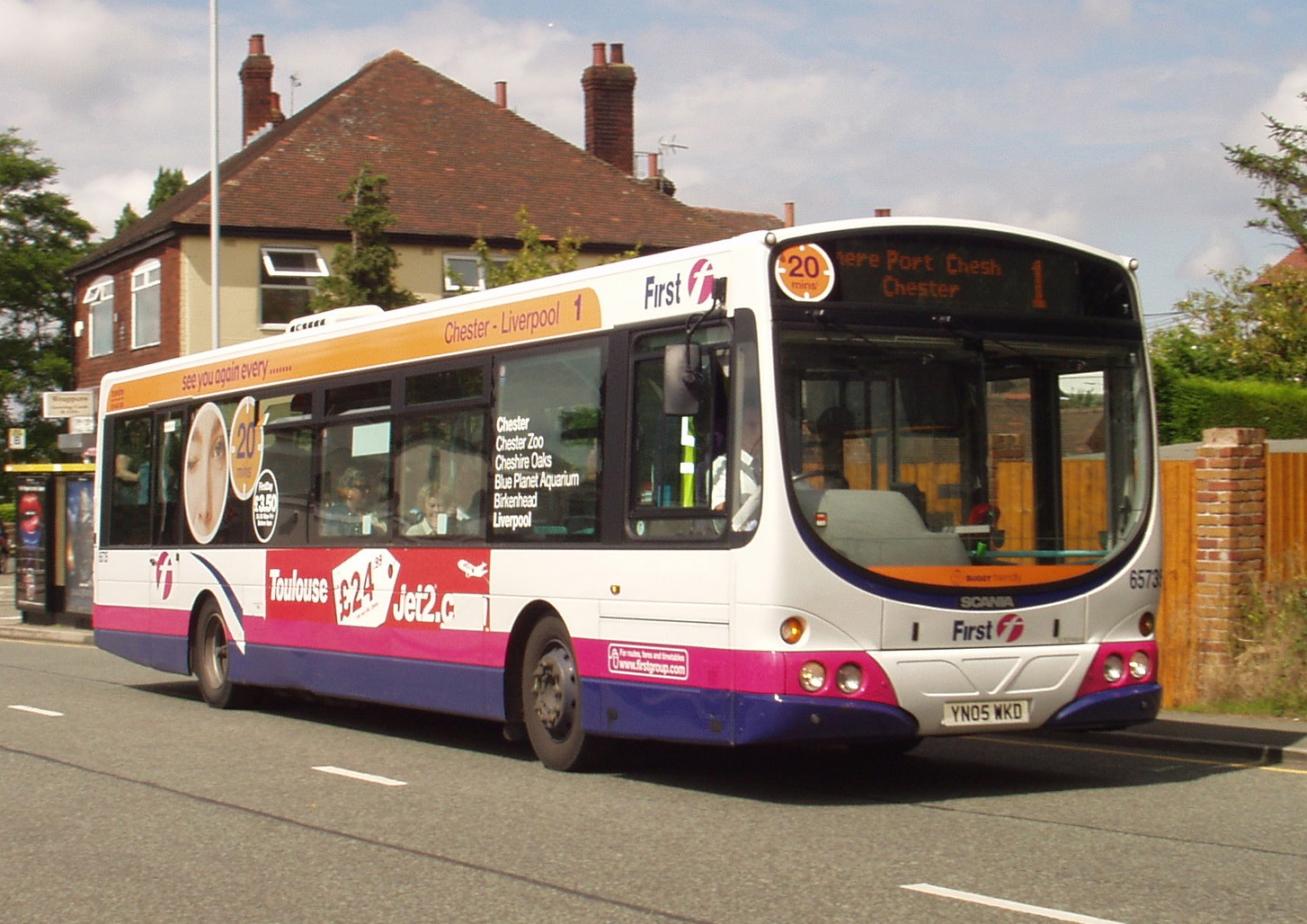
Scania L94
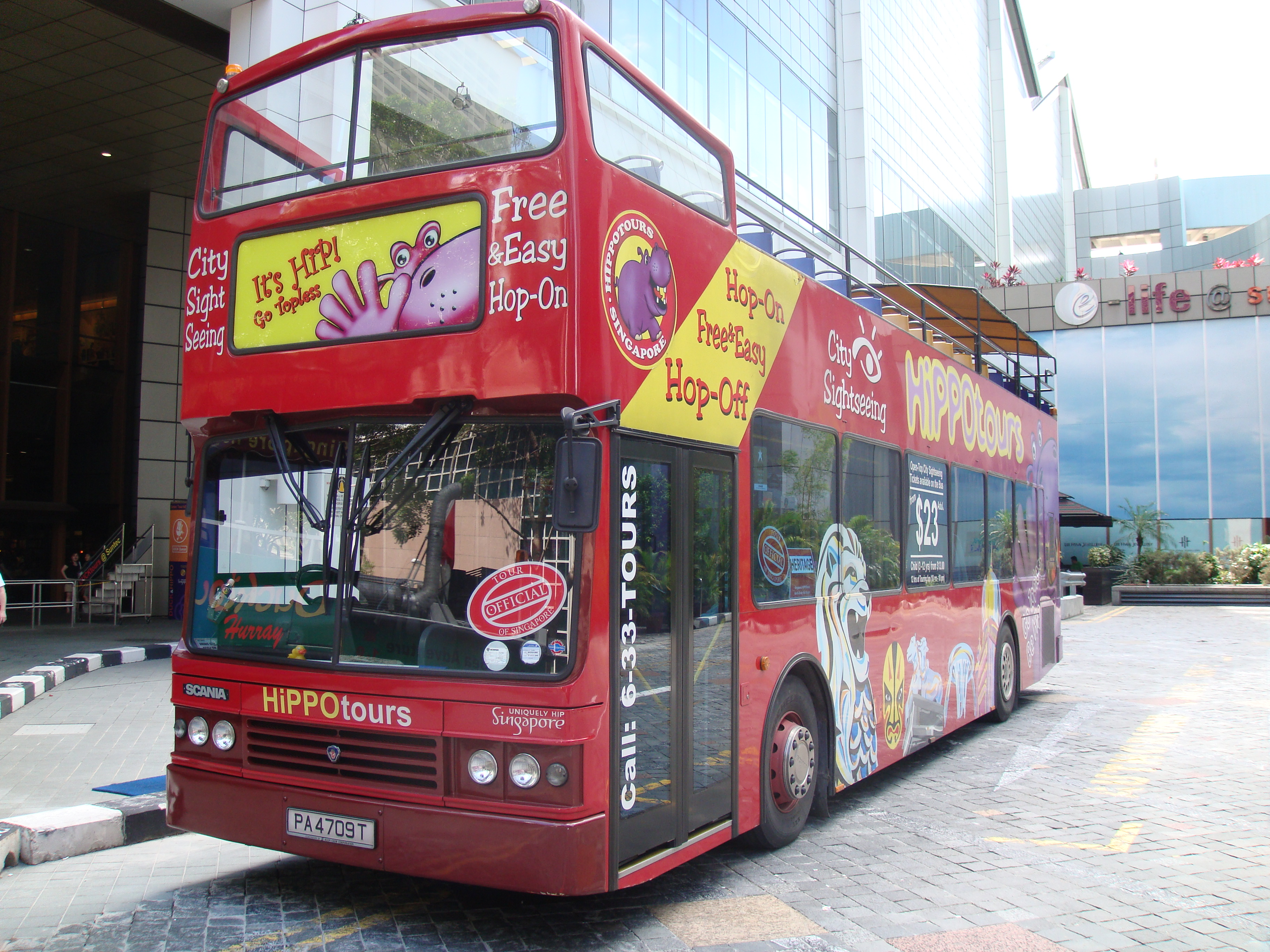
Scania L94UB